# Islamische Geschichtsschreibung
Islamische Geschichtsschreibung bezeichnet die traditionelle oder klassische Geschichtsschreibung früher muslimischer Autoren, mit der sich die moderne Forschung, speziell die Islamwissenschaft, auseinandersetzt. Für Geschichte bzw. Geschichtsschreibung steht im Arabischen der Begriff arabisch تأريخ ta'rich, DMG taʾrīḫ. Er ist als Verbalsubstantiv aus dem Verb arracha أرخ / arraḫa / ‚datieren, etw. mit einem Datum versehen‘ abgeleitet. Die Etymologie des Wortes in dieser Bedeutung ist nicht geklärt. Franz Rosenthal geht von einem möglichen südarabischen Ursprung des Begriffes aus: w-r-ḫ (Mond, Monat) und tawrīḫ in der Bedeutung von Bestimmung der Zeit – Datierung – aufgrund der Beobachtung des Mondes. Die arabische Lexikographie verzeichnet neben der obigen Form taʾrīḫ auch die archaische Variante von tawrīḫ. Das Wort ist erst seit 8. Jahrhundert im Sinne „Geschichte“ nachweisbar und wird im arabischen Schrifttum in der Bedeutung der historischen Chronologie (taʾrīḫ ʿalā s-sinīn, wörtlich: Geschichte nach Jahren angeordnet, Annalistik) verwendet. Als Wissenschaftsdisziplin verwendet man im arabischen Schrifttum auch den Begriff ’ilm at-ta’rich علم التأريخ / ʿilm at-taʾrīḫ / ‚Geschichtswissenschaft‘. In diesem Sinne wird der Begriff auch im Persischen und Türkischen benutzt.

## Die Anfänge der islamischen Geschichtsschreibung
Studien beschäftigen sich seit über hundert Jahren mit den Anfängen der islamischen Geschichtsschreibung, dennoch liegen ihre Anfänge bei den Arabern immer noch im Dunkeln. In der Forschung geht man von einer ursprünglich oralen Überlieferung historischer Ereignisse achbar / أخبار / aḫbār / ‚Nachrichten, Berichte‘ aus. Entsprechend bezeichnet man die Geschichtsschreiber im arabischen Schrifttum als achbari, Pl. achbariyyun / أخباريون , أخباريّ / aḫbārī, Pl. aḫbāriyyūn / ‚Vermittler von Nachrichten, Berichten‘. Auch die Nachrichten über das Leben Mohammeds pflegte man als „achbar“ zu bezeichnen und verband den Begriff mit hadith. Allerdings ist die Wissenschaftsdisziplin der Geschichtsschreiber von der der Ashāb al-hadīth zu unterscheiden. Die Anfänge der schriftlichen Fixierung historischer Berichte erfolgte – wie im Falle des Hadith – wahrscheinlich im ausgehenden 7. und frühen 8. Jahrhundert; inwieweit die ersten schriftlichen Aufzeichnungen als authentisch betrachtet werden können, ist eine der Grundfragen der islamischen Geschichtsforschung.
„… auch Augen- und Ohrenzeugenberichte weisen die Tendenz auf, bestimmte traditionelle Motive und Erwartungsmomente dem Erlebten überzustülpen, d. h. die realen Vorgänge im Sinne oraler Traditionen zu überformen und damit auch zu verfälschen… Unser Gedächtnis enthält mehr, als wir jeweils erinnern können, aber es seligiert und verändert die Erinnerungsinhalte. Wir behalten in der Regel nur, was uns erstens bekannt und zweitens sinnvoll vorkommt; das Befremdliche verwandeln wir, bis es uns vertraut ist. Unabsichtlich, unbemerkt werden die Geschichten im Einklang mit den Interessen, Kenntnissen, Vorlieben, Abneigungen und Gemütsverfassungen der Nacherzähler umfrisiert. So werden die Geschichten den Erzählern immer ähnlicher.“
Der genaue Zeitpunkt des Übergangs von oraler Tradition zur konsequent durchgeführten schriftlichen Fixierung historischer Ereignisse ist unbekannt.
Franz Rosenthal, einer der besten Kenner der klassischen islamischen Historiographie, vertritt die Ansicht, dass Geschichtsschreibung in den islamischen Wissenschaften der ersten Jahrhunderte keine „akademisch“ anerkannte Position hatte. In der Tat sind die ersten Schriften über Geschichtstheorie erst in den bahnbrechenden Darstellungen von Ibn Chaldun zu beobachten.

## Die Themen islamischer Geschichtsschreibung

### Die Sira- und Maghazi-Literatur
Die Sira- und Maghazi-Literatur stellt die älteste Gattung der Historiographie dar und beschränkt sich auf das Leben Mohammeds, auf seine Feldzüge bis zur Eroberung Mekkas und auf seinen Tod. In der zeitgenössischen Forschung wird angenommen, dass die Sendschreiben Mohammeds an die arabischen Stämme, ferner die sog. Gemeindeordnung von Medina aus der Frühzeit stammen, obwohl sie nicht in Originalen, aber in mehr oder weniger gleichlautenden Überlieferungen erhalten sind. Die älteste Quelle für diese Berichte über das Leben Mohammeds bildet die Prophetenbiographie von Ibn Ishāq, der auf ein reichhaltiges, sowohl schriftliches als auch mündlich überliefertes Material zurückgreifen konnte. Eine der wichtigsten Quellen dieses Werkes ist 'Urwa ibn az-Zubair. Seine Berichte über das Leben des Propheten sind zum Teil in der literarischen Form von Briefen überliefert, die er an den Kalifen Abd al-Malik ibn Marwan richtete und die in großen Auszügen in at-Tabaris annalistischem Geschichtswerk (siehe unten) erhalten sind. Der österreichische Orientalist Aloys Sprenger hat diese Briefe bereits 1861 ins Deutsche übertragen. Der britische Orientalist William Montgomery Watt hat sie kurz analysiert und ihre Bedeutung als Quelle für die historische Forschung hervorgehoben. Mohammeds Feldzüge hat der in Bagdad wirkende al-Waqidi (gest. 823) in chronologischer Reihenfolge zusammengefasst.
An die Prophetenbiographie schließen sich thematisch die Nachrichten über die Wahl des ersten Nachfolgers Mohammeds Abū Bakr an, die sowohl bei Ibn Ishaq als auch in späteren Kompilationen, oder in eigenständigen Monographien als „Die Nachrichten über den Säulengang der Bani Sa’ida“, wo die erste Kalifenwahl in Medina stattgefunden hat, abgehandelt werden.

### Die Nachrichten über die Ridda-Kriege
Diese Berichte behandeln die von den medinensischen Muslimen geführten Kriege gegen die arabischen Stämme auf der Arabischen Halbinsel, die entweder nach ihrer Bekehrung vom Islam abgefallen und anderen, sog. „falschen“ Propheten – wie Musailima – gefolgt sind, oder von Mohammed und der medinensischen Gemeinschaft weitgehend oder völlig unabhängig gewesen waren. Die ersten Monographien unter dem Titel „Kitab ar-ridda“ (Das Buch über die Ridda-Kriege) sind in der ersten Hälfte des 8. Jahrhunderts entstanden. Sie sind nur in Kompilationen der Folgegenerationen erhalten. Das von at-Tabari benutzte Kitab ar-ridda von al-Waqidi ist ebenfalls nicht erhalten; denn eine Handschrift, die in der Forschung als sein Ridda-Buch galt, ist ein Teil aus dem Werk des irakischen Historikers Ibn A’tham al-Kufi (siehe unten). Der Genealoge und Historiker Ibn al-Kalbī (gest. 819), der Verfasser des „Götzenbuches“ hat den Kampf gegen Musailima in einer monographischen Abhandlung „Das Buch über den Lügner Musailama“ zusammengefasst.

### Die Nachrichten über die islamischen Eroberungskriege
Die Geschichtsbücher über die Eroberungskriege (futuh) der Araber haben in der Darstellung der Geschichte der ersten Kalifen, der Umayyaden und der Abbasiden eine zentrale Bedeutung. Diese Bücher nannte man „Die Eroberung der Länder“ (futuh al-buldan). Es wird angenommen, dass die Berichte über die Eroberung einzelner Gebiete und Provinzen früher entstanden sind, als die umfassenden Kompilationen über die Eroberungen schlechthin. So betitelte man diese Werke wie „Die Eroberung von Syrien“, „Die Eroberung Ägyptens“ , „Die Eroberung von Mesopotamien“ usw. Die bekanntesten Werke auf diesem Gebiet haben al-Waqidi und al-Baladhuri im späten 8. und frühen 9. Jahrhundert geschaffen. Das umfassendste Werk unter dem Titel Kitab al-futuh geht auf den oben genannten irakischen Historiker Ibn A'tham al-Kufi (gest. gegen 926) zurück, in dem der Verfasser die Eroberungen von ʿUthmān ibn ʿAffān bis Hārūn ar-Raschīd schildert. Eines der ältesten futuh-Bücher, das erhalten ist, verfasste der ägyptische Historiker und Rechtsgelehrte Ibn 'Abd al-Hakam (gest. 871 in Fustat), der die historischen Ereignisse der Eroberungskriege in Ägypten, Nubien und in Nordafrika mit lokalspezifischen Traditionen erweiterte. Der irakische Historiker Saif ibn Umar (gest. spätestens 809), der als eine der wichtigsten Quellen für at-Tabari gilt, verband die Eroberungszüge mit den Nachrichten über die Ridda der Araberstämme; sein Werk benutzte noch Ibn Hadschar al-ʿAsqalānī unter dem Titel: Kitab al-futuh al-kabir wa-r-ridda (Das große Buch über die Eroberungen und die Ridda). Ibn ʿAsākir wiederum wertete die Berichte eines gewissen Abdallah b. Mohammed b. Rabi’a al-Qudami (lebte in der zweiten Hälfte des 8. Jahrhunderts) mit Wirkungskreis al-Massisa über die Eroberung von Syrien in seiner Damaszener Gelehrtenbiographie aus.
Über die Eroberung von al-Andalus schrieb Ibn al-Qūṭiya (†977), der Sohn einer Gotin, ein spezielles Werk unter dem Titel Taʾrīḫ iftitāḥ al-Andalus; Geschichte der Eroberung von al-Andalus.

### Die Ermordung des dritten Kalifen Uthman ibn Affan
al-Waqidi gilt als Verfasser eines über die Ridda-Kriege, verbunden mit den Ereignissen über die Ermordung Kitāb al-ridda wa-d-dār, in dem er zwei thematisch unabhängige Ereignisse zusammenfasste: die Nachrichten über die Kriege gegen die Araberstämme (siehe oben) und die Ermordung des dritten Kalifen ʿUthmān ibn ʿAffān in seinem Haus (dār). Letzteres Ereignis wird in den Quellen als Kapitelüberschrift oft als „(Kampf)Tag des Hauses“ (yaumu d-dār) bezeichnet. Einem seiner jüngeren Zeitgenossen, dem in Basra wirkenden al-Mada'ini (gest. gegen 850) wird eine Monographie unter dem Titel „Die Ermordung von Uthman“ (Maqtal Uthman) zugeschrieben. Beide Schriften, die heute nicht mehr vorliegen, haben at-Tabari und vor allem al-Baladhuri in seinem „Ansāb al-ašrāf“ ausgewertet.
Eine frühe Autorität auf den Gebieten des Hadith und der Geschichtsschreibung Asch-Scha’bi (gest. 721) war Verfassers eines Buches über die Wahl Uthmans und seine Ermordung (Kitab asch-schura wa-maqtal Uthman). Auch diese Schrift ist nur in einer späteren Rezension bei den genannten großen Kompilatoren at-Tabari und al-Baladhuri fragmentarisch erhalten.

### Die Nachrichten über den ersten Bürgerkrieg
Im islamischen Schrifttum versteht man unter „Buch über die Fitan“ (Pl. von Fitna) Hadithsammlungen eschatologischen Inhalts; die kanonischen Traditionssammlungen widmen der Schilderung der Ereignisse am Tag der Auferstehung, dem Untergang der Dynastien und chiliastischen Erwartungen im Islam usw. eigene Kapitel.
In der Historiographie beschreiben die „Fitna-Bücher“ indes die innermuslimischen Kriege im Frühislam, die mit der Ermordung des Kalifen Uthman ihren Anfang nahmen. Es handelt sich dabei nicht um umfassende Darstellungen aller Ereignisse in ihrer historischen Kausalität und Chronologie, sondern um kleinere thematisch abgegrenzte Monographien aus der Feder von Autoren aus dem 8. Jahrhundert. Auf diesem Gebiet machte sich vor allem der irakische Historiker Abū Michnaf (gest. 774) einen Namen; er soll rund vierzig Monographien über die Schlachten im ersten Bürgerkrieg, die in Werke seiner Nachfolger Eingang gefunden haben, verfasst haben. Diese Schriften, die in den Originalen heute nicht mehr vorliegen, sondern nur durch die Werke von Historiographen der Folgegeneration zugänglich sind, behandelten die Schlacht von Siffin – wie Nasr b. Muzahim († 827) unter dem Titel Waqʿat Ṣiffīn وقعة صفين / Waqʿat Ṣiffīn – und die Kamelschlacht – wie der oben genannte Saif ibn Umar bei at-Tabari besonders ausführlich.

## Die Gattungen islamischer Geschichtsschreibung

### Die sogenannten „Klassenbücher“
Eine eigenständige Gattung innerhalb der islamischen Geschichtswerken stellen die كتب الطبقات / kutub aṭ-ṭabaqāt / ‚Klassenbücher‘ dar. Die ersten wahrscheinlich schon im frühen 8. Jahrhundert schriftlich überlieferten Aufzeichnungen als Vorläufer dieser Gattung waren die Namenslisten derjenigen Personen, die an den Feldzügen Mohammeds teilgenommen haben. Die älteste Liste derjenigen Gefährten Mohammeds, die an der Schlacht von Badr teilgenommen haben, ist in einem Papyrusfragment aus dem frühen 8. Jahrhundert erhalten. Andere Listen aus demselben Zeitraum enthielten die Namen der sog. Frühmuslime, die während Mohammeds Aufenthalt im Haus von Arqam ibn Abi 'l-Arqam in Mekka zum Islam übergetreten sind. Im Mittelpunkt des Interesses dieser Gattung standen also die ältesten Mitglieder der medinensischen Gemeinde in ihrer „Rangordnung“ gemäß ihrer Bekehrung zum Islam. Diese Listen waren die Primärquellen für die Verfassung von Geschichtsbüchern über die Gestalter der frühislamischen Geschichte. „Man hat daher von Seiten der Fachtraditionisten wohl nie daran gedacht, die Ṭabaqāt als das, was sie eigentlich sein sollten, ein Hülfsbuch zur Überlieferungskritik zu adoptieren“. Denn die Gefährten Mohammeds erscheinen in diesen Schriften nicht als Überlieferer des Hadith, der Aussagen und Taten des Propheten, sondern als Gestalter der frühislamischen Geschichte. Das bis heute wichtigste Werk in dieser Gattung hat der irakische Historiker Muhammad ibn Saʿd (gest. 845) verfasst; eine Gruppe deutscher Orientalisten unter der Leitung von Eduard Sachau und Carl Brockelmann haben dieses Werk zwischen 1904 und 1917 in acht Bänden herausgegeben und jeder Biographie eine Zusammenfassung in deutscher Sprache beigefügt.

### Universalgeschichte
Der in Bagdad wirkende at-Tabari (geb. 839; gest. 923) gilt mit seinem Ta’rīch/Achbār ar-rusul wal-mulūk (Geschichte/Nachrichten der Gesandten und Könige) als der bekannteste Autor auf dem Gebiet der Universal- bzw. Reichsgeschichte. Der annalistische Aufbau des Werkes geht möglicherweise auf Vorgänger aus dem 8. Jahrhundert, wie al-Haitham ibn ’Adi (gest. 822) zurück. at-Tabaris Werk beginnt mit der Weltschöpfung und führt über die Prophetengeschichten zur Darstellung der Geschichte der Perser und Araber zur Zeit der Sassaniden. Die Annalistik beginnt erst mit der islamischen Geschichte – gemäß der islamischen Zeitrechnung – mit der Zusammenfassung der Prophetenbiographie und Beschreibung des Kalifats. Die letzten Eintragungen beziehen sich auf die Ereignis im Jahre 915.
at-Tabari stützt sich in seinem Werk auf zahlreiche schriftliche Quellen seiner Vorgänger, die heute nicht mehr erhalten und somit nur durch seine Bearbeitung rekonstruierbar sind: die Bücher von al-Waqidi, Abu Michnaf und dem oft zitierten Saif ibn ’Umar († spätestens 809) und anderen. Der kompilatorische Charakter des Gesamtwerkes bringt mit sich, dass at-Tabari seine Quellen oft mit Isnāden, mit der Angabe der Überlieferungswege einleitet, um dadurch seinen Zugang zu den älteren Geschichtswerken darzustellen. Zwar ist die Anwendung der Isnade nicht so konsequent und genau wie in seinem Korankommentar, dennoch ist sie für die Erforschung früher Stadien der islamischen Historiographie eine unentbehrliche Quelle.
Nach seinem Selbstverständnis erfüllt at-Tabari die Rolle des Überlieferers, der sich, dargestellt in der Einleitung seines Werkes, jeglicher rationalen Reflexion enthalten sollte:

„…Denn das Wissen über die Ereignisse vergangener Völker und über die Nachrichten der Gegenwart erreicht denjenigen, der kein Zeitgenosse ist oder solche Ereignisse nicht miterlebt, ausschließlich durch die Berichte von Historikern und die Vermittlung von Überlieferern. Diese [Historiker] greifen weder auf rationale Schlussfolgerungen noch auf eigene Erläuterungen zurück. Wenn in meinem Buch sich ein Bericht findet, […] den der Leser mißbilligt oder den der Hörer als verwerflich betrachtet, weil er weder dessen Richtigkeit noch dessen eigentlichen Sinn begreifen kann, soll er wissen, dass dieser Bericht nicht von uns stammt […] Vielmehr haben wir (alles) genauso mitgeteilt, wie es uns mitgeteilt worden ist.“

In der nachklassischen Periode der islamischen Geschichtsschreibung entstand al-Kāmil fī t-taʾrīch, „Das vollständige in der Geschichte“ von Ibn al-Athīr (gest. 1233). Der Verfasser stellt in diesem ebenfalls annalistischen Werk die Ereignisse von den Schlachttagen der alten Araber in der Dschāhiliyya bis zum Jahr 1231 zusammen. Er stützt sich dabei auch auf at-Tabaris Werk, das er bis zu den Ereignissen des Jahres 922 konsequent auswertet, die von seinem Vorgänger stets angeführten Quellenangaben allerdings weglässt. Das Buch ist in zwölf Bänden erstmals zwischen 1851 und 1876 im Druck zugänglich gemacht worden. Eine weitere Ausgabe, heute von Sammelwert, ist in der Munīrīya-Druckerei, Kairo, 1929 erschienen.
In dieser Gattung der islamischen Historiographie nimmt al-Mas'udi (gest. 956 oder 946 in Fustat) mit seinem Murūǧ aḏ-ḏahab „Die Goldwiesen“  eine Sonderstellung ein. Das nicht chronologisch angeordnete Werk beginnt mit der Erschaffung der Welt und endet mit dem Beginn der Regierungszeit des Kalifen al-Mutīʿ li-ʾllāh (regiert zwischen 946 und 974). Der Verfasser verarbeitet in diesem Werk seine Erfahrungen, die er auf seinen Reisen über Persien hinaus nach Indien, Ceylon, China bis nach Sansibar, Oman, Ägypten und Syrien gemacht hatte. Das Werk ist nicht nur eine wichtige topographisch-historische Quelle, sondern enthält auch zahlreiche kulturhistorische und politische Informationen aus dem frühen 10. Jahrhundert.

### Lokal- und Stadtgeschichte
Die Anfänge der Lokal- und Stadtgeschichte sind mit dem Schrifttum der islamischen Eroberungen eng verknüpft. Das frühe Interesse für diese literarhistorischen Gattung wird in einem Bericht von al-Mas'udi mit dem Namen des zweiten Kalifen ʿUmar ibn al-Chattāb verbunden, der an einen zeitgenössischen Gelehrten geschrieben haben soll:
„Gott hat uns, den Arabern, die Eroberung der Länder ermöglicht. Wir wollen uns auf der Erde niederlassen und in den Städten wohnen. Beschreibe mir die Städte, ihr Klima, ihre Häuser, die Auswirkungen der Erde und des Klimas auf die Einwohner“.
Inhalt und Struktur dieser Gattung unterscheiden sich von der Komposition der umfassenden Universalgeschichte. Neben der oft legendenhaften Entstehung von Siedlungen und Städten stehen Berichte über die Vorzüge (faḍāʾil) der betreffenden Region und ihrer Bewohner im Vordergrund. Diese sog. Fadā'il-Bücher – oder nur regional und mündlich überlieferten Berichte – standen allem Anschein nach „in enger Verbindung mit der hier behandelten historisch-geographischen Gattung“. Das oben genannte Werk des Ägypters Ibn ʿAbd al-Hakam enthält zahlreiche lokalspezifische Überlieferungen über die Vorzüge Ägyptens, die man sogar als Prophetensprüche nach Mohammed als Hadith einzusetzen vermochte. Viele dieser Bücher sind heute nur fragmentarisch in den großen Kompilationen der islamischen Geschichtsschreibung erhalten.
Wertvolle Werke dieser Gattung sind auch im Druck zugänglich:
Die Geschichte von Mekka von Abu l-Walid al-Azraqī (gest. 837) in der Bearbeitung seines Enkels al-Azraqi, (gest. 865) ist erstmals mit einer zusammenfassenden Übersetzung von Ferdinand Wüstenfeld unter Berücksichtigung anderer Verfasser und ihrer Werke über die Stadt herausgegeben worden. Ibn ad-Diya’ († 1450) kombinierte die Geschichte der Stadt Mekka seiner Vorgänger mit der von Medina. al-Chwarizmi, Muhammad ibn Ishaq, der gegen 1375 schrieb, vereinigte die Geschichte der beiden heiligen Stätte, Mekka und Medina, mit der von Jerusalem und Hebron.
Die Geschichte von Medina von Umar ibn Schabba (gest. 877), ist erstmals 1976 in vier Bänden in Mekka erschienen. Sie umfasst neben der Biographie des Propheten die in Medina ansässigen Stämme und die Topographie der Stadt und ihrer Umgebung.
Die Geschichte von Mosul (nur Teil 2) von Abu Zakariya al-Azdi (gest. 946) liegt seit 1967 im Druck vor. Dieser Teil umfasst die mit der Stadt Mosul und ihrer Umgebung zusammenhängende Ereignisse zwischen 719 und 837 in Form der Annalistik. Das Werk wurzelt in der hamdanidischen Tradition der dynastischen Geschichtsschreibung und wird als das früheste Erzeugnis dieser Gattung angesehen.
Die Lokal- und Stadtgeschichte war zunächst mit der Eroberungsgeschichte (futūḥ) eng verknüpft und damit thematisch verwandt. Daraus entwickelte sich in der Mitte des 9. Jahrhunderts allerdings eine weitere Gattung im islamischen Schrifttums: die Gelehrtenbiographien. Ihr Thema beschränkte sich auf die Darstellung der Vita von Gelehrten, Richtern und anderen Würdenträgern, die in einer bestimmten Stadt oder Region gewirkt hatten. Zu dieser Gattung zählt das Kitāb al-wulāt wa-kitāb al-quḍāt (Das Buch der Statthalter und Richter) des Ägypters Abū 'Umar al-Kindī († 914), in dem der Verfasser die Geschichte Ägyptens durch die Schilderung der Aktivitäten der Richter und der umayyadischen bzw. abbasidischen Statthalter und ihrer Politik schildert.
Wesentlich umfassender ist die Stadt- und Gelehrtengeschichte zweier Zentren im islamischen Osten: Damaskus und Bagdad. Im 11. Jahrhundert entstand das monumentale Werk Taʾrīḫ Baġdād madīnat as-salām, Die Geschichte Bagdads, der Stadt des Friedens von al-Chatib al-Baghdadi (gest. 1071). In der Einleitung steht eine detaillierte historisch-topographische Beschreibung der Stadt; im biographischen Teil werden rund 8000 Biographien von Theologen, Dichtern, Juristen und Literaten geboten, die in Bagdad lebten oder sich dort kurz aufhielten. Der letzte Band ist im Gelehrtenleben bedeutender Frauen gewidmet. Der Verfasser war bestrebt, Bagdad trotz dessen politischen Niedergangs als das nach wie vor wichtige kulturelle und religiöse Zentrum der islamischen Welt vorzustellen.
Die Stadtgeschichte von Damaskus, Taʾrīḫ madīnat Dimašq von Ibn ʿAsākir (gest. 1176) ist ähnlich aufgebaut. Die ersten vier Bände sind der Lebensbeschreibung des Propheten und der Geschichte der Stadt gewidmet. In den folgenden 66 Bänden werden die Biographien von Gelehrten aus allen Wissenschaftsdisziplinen vorgestellt, die in Damaskus wirkten.
Die stadtgeschichtliche und topographische Beschreibung Ägyptens erreicht mit dem monumentalen Werk von al-Maqrizi (gest. 1442), einem Schüler von Ibn Chaldūn, ihren Höhepunkt. Sein al-Mawāʿiz wal-iʿtibār fī dhikr al-chiṭaṭ wal-āthār, Paränesen und Betrachtungen über die (ägyptischen) Landschaften und Denkmäler ist eine historische Landeskunde Ägyptens von der Eroberungszeit bis in die Zeit des Verfassers, mit zwei Hauptteilen über Kairo und Alexandria. Um dieselbe Zeit entstand auch das stark biographisch orientierte Werk von Ibn Taghribirdi (gest. 1469): an-Nudschūm aẓ-ẓāhira fī muluk Miṣr wal-Qāhira, Die leuchtenden Sterne über die Herrscher in Ägypten und Kairo, in dem der Verfasser neben den Herrschergeschichten, der Darstellung der Kadi-Ämter auch die Biographien der in Ägypten wirkenden Gelehrten zwischen 641 und 1467 mit Berücksichtigung der Geschichte der Nachbarstaaten abhandelt. Beide Werke sind im Orient mehrfach gedruckt worden.

### Genealogie
Die Beschäftigung der Araber mit der alten vorislamischen Geschichte und der Genealogie (nasab) ihrer Vorfahren ist bereits im frühen 8. Jahrhundert nachweisbar. Ihre Wurzeln reichen in die vorislamische Zeit zurück, ihre Bedeutung bei der Darstellung der Abstammung von Stämmen und Sippen samt ihren „Nachrichten“ (achbar) und Schlachttagen – d. i. die Kämpfe arabischer Stämme gegeneinander in der vorislamischen Zeit (ayyam) – ist Teil der islamischen Gelehrsamkeit geblieben. Ibn an-Nadim zählt zahlreiche Schriften dieser Gattung auf, einschließlich Gedichtsammlungen von arabischen Stämmen, die in seiner Zeit – im 10. Jahrhundert – in Bearbeitungen bekannt waren. Die Kenntnisse über die Genealogien der Araber hatte auch in der islamischen Zeit besondere Bedeutung; ihre Verfasser nannte man genauso Gelehrte (ʿālim), wie diejenigen Autoritäten, die sich auf Gebieten der theologischen Wissenschaften des Islam einen Namen gemacht haben.
Gegen die Bedeutung der Abstammung und der Stammeszugehörigkeit spricht sich Mohammed im Koran, Sure 49, Vers 13 aus:
„Ihr Menschen! Wir haben euch geschaffen (indem wir euch) von einem männlichen und einem weiblichen Wesen (abstammen ließen), und wir haben euch zu Verbänden und Stämmen gemacht, damit ihr euch (auf Grund der genealogischen Verhältnisse) kennt (Bildet euch aber auf eure vornehme Abstammung nicht viel zu viel ein!) Als der Vornehmste gilt bei Gott derjenige von euch, der am frömmsten ist.“
Wie stark die Stammesbindungen und die altarabische Rangordnung dennoch geblieben sind, zeigt nicht nur die Schilderung der Auseinandersetzungen zwischen Mekkanern und Medinensern bei der Wahl von Abu Bakr, sondern auch die Verteilung der Dotationen unter ʿUmar ibn al-Chattāb.
Die Bücher über die Nasab, Pl. Ansab نسب , أنساب / nasab, ansāb / ‚Abstammung, Herkunft, Verwandtschaft‘ in der islamischen Historiographie enthalten allerdings nicht nur genealogische und biographische Informationen, sondern behandeln die gesamte islamische Geschichte – eingebunden in die Geschichte von Einzelpersonen, Gruppen und Stämmen, ferner die Darstellung von religiösen Sekten und politischen Gruppen. Das reichhaltigste Material in dieser Gattung hat al-Baladhuri in seinem Ansab al-Aschraf أنساب الأشراف / Ansāb al-ašrāf / ‚Die Genealogie der Adligen‘ nach älteren Quellen – wie Abu Michnaf, Muhammad ibn Sa’d, al-Waqidi u. a. – zusammengefasst. Sein Werk umfasst die Geschichte der Umayyaden bis in die Zeit des Abbasiden-Herrschers al-Mansur. Es ist zum großen Teil eine Sammlung von Monographien früherer Autoritäten, ausgestattet mit Gedichten, die in der arabischen Poesie an anderer Stelle oft nicht nachweisbar sind. Als Vorbild und mehrfach zitierte Quelle für dieses Werk galt „Die große Genealogie“ Dschamharat an-nasab / جمهرة النسب / Ǧamharat an-nasab von Hischam ibn Muhammad ibn as-Sa’ib, bekannt als Ibn al-Kalbi (gest. 819–821), dem Verfasser des Götzenbuches, herausgegeben vom deutschen Orientalisten Werner Caskel. Ibn al-Kalbi bearbeitete in diesem Werk verschiedene Themen des Altertums und wertete für die Geschichte der Lachmiden sogar Inschriften in den Kirchen von al-Hira aus. Er gilt als Begründer der Wissenschaft von der Verwandtschaftsverhältnisse der Araber.